# Mona Petri
Mona Petri est une actrice et scénariste suisse née le 16 décembre 1976 à Zurich.

## Filmographie

### Actrice
- 2001 : Einundeinzig Luftballon
- 2001 : Letzte Hilfe
- 2002 : Cœurs enflammés
- 2002 : Big Deal
- 2005 : Leonys Aufsturz
- 2006 : Jeune Homme
- 2007 : Hello Goodbye
- 2008 : Geld oder Leben
- 2009 : Taxiphone
- 2009 : Hundeleben
- 2009 : Das Fräuleinwunder
- 2012 : Fuite à travers l'Himalaya
- 2017 : Animals
- 2022 : Semret

### Scénariste
- 2007 : Hello Goodbye